# مرکز حافظ‌شناسی
مرکز حافظ‌شناسی از نهادهای فرهنگی و علمی مرتبط با حافظ‌پژوهی در ایران است.

## فعالیت‌ها
این مرکز در سال ۱۳۷۵ ه‍.ش بنیادگذاری شد و در محل آرامگاه حافظ فعالیت خود را آغاز کرد. از دستاوردهای این مرکز، فراهم نمودن مجموعه‌ای از آثار دربارهٔ حافظ است. ارزیابی طرح‌های علمی، حمایت از مطالعات حافظ‌پژوهی، چاپ و انتشار فعالیت‌های پژوهشگرانه، برنامه‌ریزی و برگزاری جلسات علمی در سالروز بزرگ‌داشت حافظ از دیگر فعالیت‌های این مرکز است. کلاس‌های آزاد حافظ‌خوانی نیز در محل مرکز از سال ۱۳۷۵ ه‍.ش برگزار می‌شود.

## نشان‌ها و جوایز

### نشان حافظ‌پژوهی
دیگر فعالیت این مرکز، اعطای «نشان درجه یک علمی حافظ‌پژوهی» برای قدردانی از پژوهشگران و پژوهش‌های برتر است و تاکنون این نشان، به افراد زیر اعطا شده‌است:
- حجابی کرلانگیچ[۲]
- جیوانی ام. درمه
- هانری دوفوشه کور
- بهاءالدین خرمشاهی
- سلیم نیساری
- سعید حمیدیان

### کتاب سال حافظ
کتاب‌های زیر برندهٔ کتاب سال حافظ شده‌اند.
| عنوان                                            | نویسنده            | ناشر                 | سال نشر |
| ------------------------------------------------ | ------------------ | -------------------- | ------- |
| دانشنامه حافظ و حافظ‌پژوهی                        | بهاءالدین خرمشاهی  | نخستان               | ۱۳۹۷    |
| راهنمای موضوعی حافظ‌شناسی                         | کاووس حسن‌لی        | نوید شیراز           | ۱۳۸۸    |
| شرح شوق                                          | سعید حمیدیان       | قطره                 | ۱۳۹۱    |
| ‌شرح تحقیقی دیوان خواجه شمس‌الدین محمد حافظ شیرازی | منصور رستگار فسایی | پژوهشگاه علوم انسانی | ۱۳۹۴    |
| فرهنگ شرح‌های حافظ                                | بهادر باقری        | امیرکبیر             | ۱۳۸۷    |

### پژوهانه
برای پژوهش راجع به حافظ دوره‌های شش‌ماهه یا یک‌ساله به پژوهشگران اعطا می‌شود.

### تقدیرنامه
از تلاشگران حوزهٔ حافظ و حافظ‌پژوهی از جمله منصور رستگار فسایی، رشید عیوضی، منصور پایمرد، منیژه عبداللهی، پرویز خائفی، هوشنگ فتی، بهادر باقری، هاشم فریدونی و داریوش نویدگویی تقدیر شده‌است.